# Children of the Sky (canción de Imagine Dragons)
«Children of the Sky» (en español: «Niños del Cielo») es una canción de la banda estadounidense de pop rock Imagine Dragons. Fue lanzada el 30 de agosto de 2023, por medio de KIDinaKORNER e Interscope Records, como un sencillo del videojuego Starfield, de la desarrolladora Bethesda Game Studios, y pertenece a la edición japonesa del sexto álbum de la agrupación, «LOOM». Fue escrito por la agrupación, el dúo de productores suecos Mattman & Robin y el compositor Inon Zur.

## Antecedentes
El 29 de agosto de 2023, Imagine Dragons publicó una imagen en sus redes sociales, con la leyenda “mañana”, así como una cuenta regresiva en su sitio web oficial programada para las 10 a. m. EST del día siguiente.
Más tarde, se publicaron pistas en el Discord oficial de Imagine Dragons, las cuáles se utilizaron para encontrar un bot dentro del server llamado ‘SNOGARD’ (DRAGONS al revés), que permitió a los miembros del servidor encontrar palabras para componer el estribillo de la canción. ‘SNOGARD’ ha aparecido en los vídeos musicales de Imagine Dragons como un easter egg durante mucho tiempo, remontándose a la canción «On Top Of The World» del álbum debut de la banda, «Night Visions».
La banda también respondió a un Tuit del presentador de podcast Lex Fridman (quién entrevistó a Dan en su podcast, 2 meses antes del lanzamiento de «Mercury – Acts 1 & 2»), quien estaba interesado en jugar Starfield de Bethesda Game Studios, que sería lanzado el 6 de septiembre de 2023, con el emoji de ojos, intuyendo que la canción formaría parte de la banda sonora del videojuego.

## Composición
«Children of the Sky» fue escrita por la agrupación, el compositor de Starfield, Inon Zur, y el dúo de Mattman & Robin, y producida por ellos junto a la desarrolladora Bethesda Game Studios. 
Es el primer sencillo de la banda que no cuenta con la participación del baterista Daniel Platzman, luego de haber tomado una pausa indefinida de la agrupación durante el «Mercury World Tour» en marzo de 2023, y es el cuarto tema de los intérpretes basada en un videojuego, desde «Monster» del videojuego Infinity Blade III (2013), «Warriors» para la cuarta temporada del Campeonato Mundial de League of Legends (2014) y «Enemy» perteneciente a la serie Arcane (2021).
Dan Reynolds habló en una entrevista a la revista NME acerca del significado de «Children of the Sky» y cómo se sintió la banda al trabajar con Bethesda Game Studios en la creación de la canción:

«Bethesda creó juegos icónicos que hemos jugado durante la mayor parte de nuestras vidas y nos sentimos honrados de haber colaborado en esta canción para Starfield. La canción, al igual que el juego, plantea algunas de las preguntas más difíciles a las que nos enfrentamos como seres humanos al intentar encontrar nuestro lugar en el universo.»

El compositor Inon Zur, creador de la banda sonora de Starfield, se sumó al proyecto para ambientar «Children of the Sky» al estilo musical del videojuego. Con respecto a colaborar con Imagine Dragons en el proyecto, Inon Zur explicó:

«Cuando se dio esa oportunidad, me emocioné. Los he amado desde que aparecieron por primera vez y la combinación de la increíble voz de Dan y su originalidad musical siempre me pareció algo único. Tienen una firma profunda. En realidad, nunca siguen ningún camino y es por eso que tienen tanto éxito durante tantos años. Dan Reynolds y Mac, su hermano, que es su mánager, son grandes jugadores, y estaban muy entusiasmados con Starfield y emocionados de crear algo para Starfield. Así que no fue como, "vamos a buscar una banda increíble y la sumamos". No. Eso no podría estar más lejos de la verdad. Comenzó de manera muy, muy orgánica, ya que ellos adoraban la idea detrás de Starfield y nosotros adoramos su estilo, y sabíamos que podía funcionar muy bien dentro del universo de Starfield. Entonces, cuando crearon la canción, no tenía música de Starfield en su interior, pero escuché muchas promesas en ella, y no son conocidos por sus baladas, hacen canciones muy hiperactivas, canciones muy, muy poderosas y rítmicas. Pero cuando crearon esa balada, me quedé cautivado porque dentro de la armonía ya escuchaba el tema de Starfield, aunque no estaba, estuvo ahí todo el tiempo. Así que todo lo que tenía que hacer era simplemente llenar los espacios en blanco. Entonces, me enviaron la canción y le inserté la orquesta y el tema de Starfield. No tuvieron que hacer nada, estuve allí todo el tiempo con la melodía y con la armonía. Y esta es una canción "destinada a ser" para Starfield. Lo atribuyo a su profundo conocimiento de los aspectos emocionales detrás de Starfield. Creo que fue una de las colaboraciones más fáciles y alegres en las que he trabajado.»

## Video Musical
El video musical de la canción fue lanzado el 19 de septiembre de 2023, producido por UNTOLD Studios y dirigido por FILFURY. Repleto de tomas CGI inspiradas en gráficos de juegos, el video sigue a un niño mientras sueña con su futuro y la posibilidad de dejar la Tierra para encontrar un nuevo hogar, embarcándose en un viaje a través de la galaxia a una velocidad vertiginosa.
Con respecto al desarrollo del video, el director FILFURY comentó:

«Tan pronto como escuché la canción, fui transportado a un nuevo mundo lleno de emoción, esperanza y fantasía, lo que me llevó instantáneamente a una idea visual que quería explorar. Al usar la canción para Starfield, mi deseo era inclinarme hacia el lenguaje visual espacial de ciencia ficción, pero permanecer muy fiel al tono y la identidad de Imagine Dragons. Un perfecto unísono de mundos, conectados por la letra de la canción y la edificante y eufórica esperanza onírica que transmite la canción.»

## Presentaciones en vivo
«Children of the Sky» fue interpretada por primera vez el 27 de octubre de 2024 en el Hollywood Bowl junto a The LA Film Orchestra, durante la última fecha de la primera etapa del «LOOM World Tour» en los Estados Unidos.

## Lista de canciones
| Children of the Sky (a Starfield song): Descarga digital |                                          |                 |          |  |
| N.º                                                      | Título                                   | Artista(s)      | Duración |  |
| 1.                                                       | «Children of the Sky» (a Starfield song) | Imagine Dragons | 3:27     |  |

## Créditos
Adaptados del sencillo «Children of the Sky (a Starfield song)» y del booklet de la edición japonesa de «LOOM».
Children of the Sky (a Starfield song)
- Interpretado por Imagine Dragons.
- Escrito por Dan Reynolds, Wayne Sermon, Ben McKee, Robin Fredriksson, Mattias Larsson, Inon Zur.
- Publicado por Imagine Dragons Publishing (BMI) / Universal/KIDinaKORNER / Wolf Cousins (STIM) / Zenimax Music Licensing [BMI].
- Producido por Mattman & Robin y Bethesda Game Studios.
- Mezclado por Serban Ghenea.
- Coordinadores A&R: Ermme Lehmann Boddicker, Michele Ronzon.
- A&R: Sam Riback.

℗ 2023 KIDinaKORNER/Interscope Records
Imagine Dragons
- Dan Reynolds: Voz.
- Wayne Sermon: Guitarra.

Músicos Adicionales
- Mattman & Robin: Voces de Fondo, Guitarra, Bajo, Batería, Percusión, Piano, Programación y Sintetizador.
- Ian Nickus e Inon Zur: Contratistas de Orquesta.
- Paul Taylor: Líder Orquestal.

## Listas de Popularidad
| Lista (2023)                                              | Máxima posición |
| --------------------------------------------------------- | --------------- |
| Estados Unidos (Hot Rock & Alternative Songs) (Billboard) | 41              |
| Europa (iTunes Songs Chart)                               | 23              |
| Francia (SNEP)                                            | 51              |
| Global (iTunes Songs Chart)                               | 29              |
| Nueva Zelanda (RMNZ)                                      | 33              |

## Certificaciones
| País (Organismo certificador) | Certificaciones | Ventas certificadas | Ref.   |
| ----------------------------- | --------------- | ------------------- | ------ |
| Francia (SNEP)                | Oro             | 100,000             | [ 14 ] |

## Historial de Lanzamiento
| Región        | Fecha                | Formato                    | Sello discográfico              |
| ------------- | -------------------- | -------------------------- | ------------------------------- |
| Todo el Mundo | 30 de agosto de 2023 | Descarga digital Streaming | KIDinaKORNER Interscope Records |